# Зеебах, Христиан
Христиан Зеебах (нем. Christian von Seebach; 18 октября 1793 — 31 октября 1865, Услар) — немецкий (ганноверский) лесовод.
Сын лесовода, возглавлявшего управление леса в Гёттингене. Учился в Гёттингенском университете, добровольцем участвовал в войне с Наполеоном. С 1821 г. работал лесничим.
Предложил особый способ взращивания буковых лесов в видоизменённом высокоствольном хозяйстве или при ведении светлых рубок (нем. modifizierten Buchenhochwaldbetrieb oder Seebachscher Lichtungshieb), состоящий в постепенном, сильном, возможно равномерном прореживании 70—80-летнего насаждения (под конец в нём остаётся не более 40 % прежнего запаса) и одновременном взращивании под ним путём естественного обсеменения букового подроста для защиты почвы от истощения. Увеличение прироста у оставшихся в насаждении старых деревьев даёт возможность получать толстомерные буковые материалы.